# Risin'
Risin' is de vijfde single van zangeres Natalia en werd in België uitgebracht op 9 augustus 2004 en in Nederland op 3 oktober 2005. Enkele weken later verscheen het nummer op Natalia's tweede album Back For More. Zowel op de single als op het album staat een remix van de song. De clip van het nummer toont beelden van Natalia's optreden op Marktrock 2004. Risin' zorgde voor een stunt in de geschiedenis van Tien om te zien: het nummer was nog maar 2 keer in het programma te horen en won prompt de verkiezing van de TOTZ-zomertrofee 2004. Ook de tweede plaats in deze verkiezing ging naar Natalia, met het nummer I Want You Back.
In 2017 coverde Bart Peeters het nummer voor het muziekprogramma VTM-programma 'Liefde voor Muziek'.

## Hitnotering
| "Risin'" in de Vlaamse Ultratop 50 - binnen: 14-08-2004 | "Risin'" in de Vlaamse Ultratop 50 - binnen: 14-08-2004 | "Risin'" in de Vlaamse Ultratop 50 - binnen: 14-08-2004 | "Risin'" in de Vlaamse Ultratop 50 - binnen: 14-08-2004 | "Risin'" in de Vlaamse Ultratop 50 - binnen: 14-08-2004 | "Risin'" in de Vlaamse Ultratop 50 - binnen: 14-08-2004 | "Risin'" in de Vlaamse Ultratop 50 - binnen: 14-08-2004 | "Risin'" in de Vlaamse Ultratop 50 - binnen: 14-08-2004 | "Risin'" in de Vlaamse Ultratop 50 - binnen: 14-08-2004 | "Risin'" in de Vlaamse Ultratop 50 - binnen: 14-08-2004 | "Risin'" in de Vlaamse Ultratop 50 - binnen: 14-08-2004 | "Risin'" in de Vlaamse Ultratop 50 - binnen: 14-08-2004 | "Risin'" in de Vlaamse Ultratop 50 - binnen: 14-08-2004 | "Risin'" in de Vlaamse Ultratop 50 - binnen: 14-08-2004 | "Risin'" in de Vlaamse Ultratop 50 - binnen: 14-08-2004 | "Risin'" in de Vlaamse Ultratop 50 - binnen: 14-08-2004 | "Risin'" in de Vlaamse Ultratop 50 - binnen: 14-08-2004 | "Risin'" in de Vlaamse Ultratop 50 - binnen: 14-08-2004 | "Risin'" in de Vlaamse Ultratop 50 - binnen: 14-08-2004 |
| Week                                                    | 1                                                       | 2                                                       | 3                                                       | 4                                                       | 5                                                       | 6                                                       | 7                                                       | 8                                                       | 9                                                       | 10                                                      | 11                                                      | 12                                                      | 13                                                      | 14                                                      | 15                                                      | 16                                                      | 17                                                      |                                                         |
| ------------------------------------------------------- | ------------------------------------------------------- | ------------------------------------------------------- | ------------------------------------------------------- | ------------------------------------------------------- | ------------------------------------------------------- | ------------------------------------------------------- | ------------------------------------------------------- | ------------------------------------------------------- | ------------------------------------------------------- | ------------------------------------------------------- | ------------------------------------------------------- | ------------------------------------------------------- | ------------------------------------------------------- | ------------------------------------------------------- | ------------------------------------------------------- | ------------------------------------------------------- | ------------------------------------------------------- | ------------------------------------------------------- |
| Nummer                                                  | 30                                                      | 4                                                       | 2                                                       | 2                                                       | 3                                                       | 3                                                       | 5                                                       | 6                                                       | 8                                                       | 8                                                       | 8                                                       | 9                                                       | 15                                                      | 23                                                      | 29                                                      | 33                                                      | 39                                                      | uit                                                     |

## Trivia
- In de zomer van 2004 mocht Natalia met het nummer Risin' de TOTZ-trofee 2004 in ontvangst nemen.